# Lammermuir Hills
Le Lammermuir Hills, in italiano traducibile come "colline di Lammermuir", note anche semplicemente come Lammermuir (An Lomair Mòr in gaelico scozzese, a volte anglicizzate in Lammermoor), è una catena di colline della Scozia.

## Descrizione
Il gruppo di rilievi si estende dal fiume Gala Water al promontorio di St Abb's Head, fungono da confine naturale tra l'area degli Scottish Borders e la contea di Lothian, nella Scozia meridionale.
Tradizionale sito per il pascolo delle pecore, le Lammermuir non sono particolarmente elevate (il punto più alto raggiunge i 535 m), ma le forti pendenze unite alle cattive condizioni meteorologiche e alla naturale assenza di passi le hanno rese una formidabile barriera per le comunicazioni tra Edimburgo e gli Scottish Borders. L'unica strada che attraversa le colline, peraltro in inverno chiusa frequentemente per neve, è la A68 passante alle spalle di Soutra Hill, tra Lauder e Pathhead. L'autostrada A1, la principale arteria che collega Edimburgo all'Inghilterra, evita le Lammermuir passandogli attorno lungo la costa.

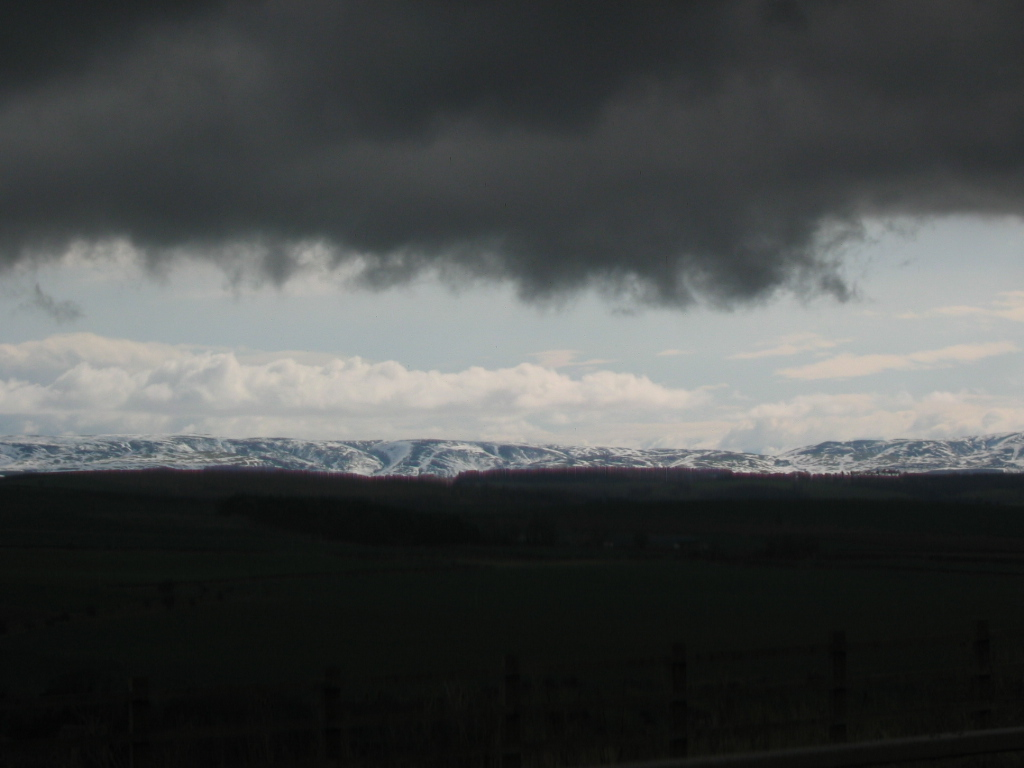
Le Lammermuir nell'inverno 2009-2010

Nelle Lammermuir sorgeva la fortezza di collina di White Castle della tribù dell'età del ferro dei Votadini.

## Etimologia del nome
Lammermuir significa letteralmente "lambs' moor", o "moorland of the lambs" (brughiera degli agnelli), dal genitivo plurale dell'antico inglese lambra ("of lambs" – degli agnelli) e dal sostantivo mor ("moorland", "swamp", "waste ground" – brughiera, acquitrino, landa).
Le prime forme del nome includevano Lombormore, Lambremore, Lambermora e Lambirmor.

## Influenze culturali
Walter Scott ambientò il suo romanzo storico La sposa di Lammermoor proprio nella Lammermuir Hills, dove si svolge anche l'opera Lucia di Lammermoor di Gaetano Donizetti.
Il nome di due catene collinose in Nuova Zelanda, le Lammermoor Range e le Lammerlaw Range, prende spunto dalle Lammermuir scozzesi.